# Pfarrhaus (Langenreichen)

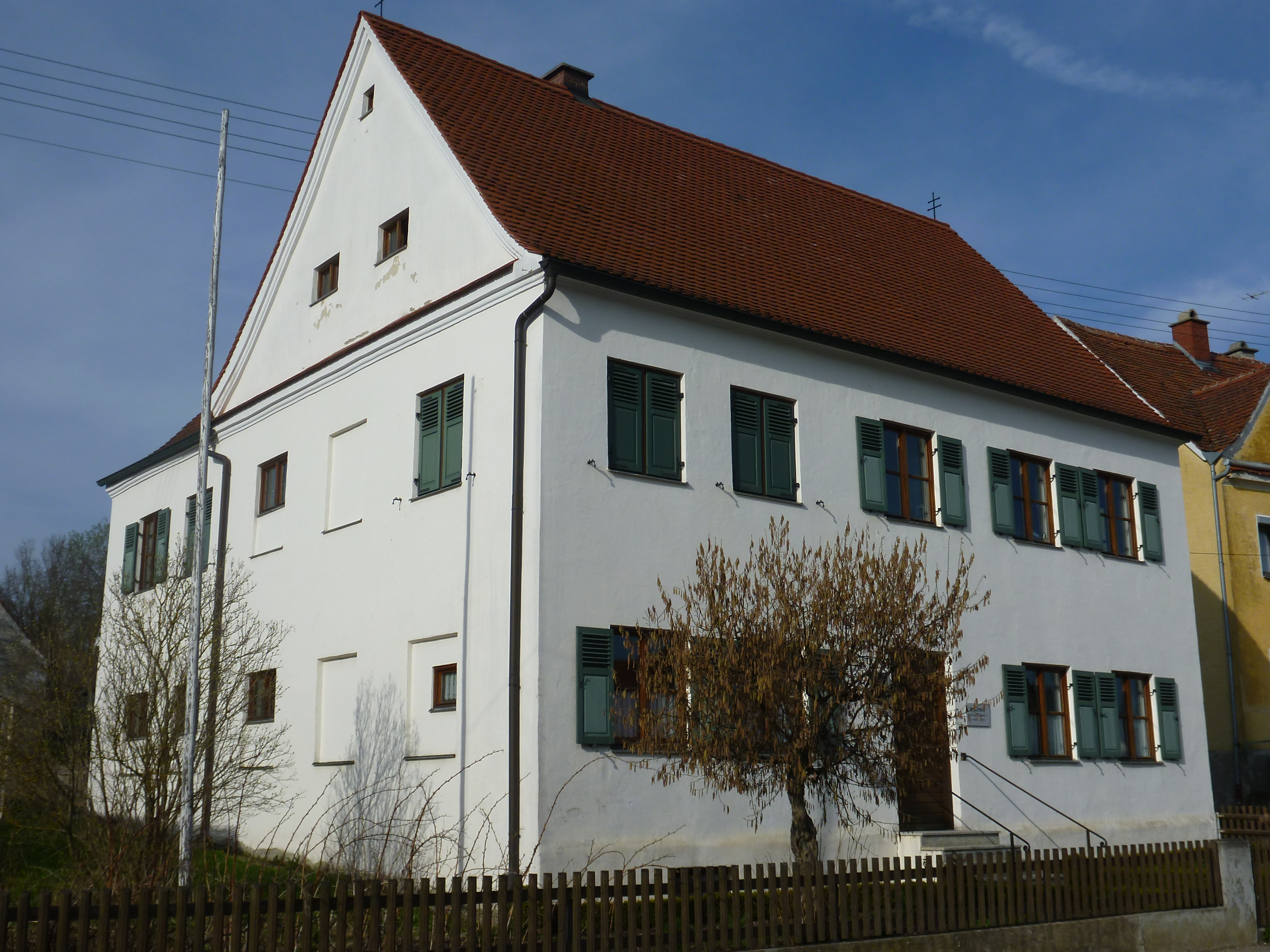
Pfarrhaus in Langenreichen

Das Pfarrhaus in Langenreichen, einem Gemeindeteil von Meitingen im Landkreis Augsburg im bayerischen Regierungsbezirk Schwaben, wurde in der ersten Hälfte des 18. Jahrhunderts errichtet. Das Pfarrhaus an der Wertinger Straße 54 ist ein geschütztes Baudenkmal.
Der zweigeschossige Satteldachbau mit Ziergiebel besitzt fünf zu fünf Fensterachsen. Das Portal ist schlicht ausgeführt.